# F1 à la Une
F1 à la Une est une émission de télévision de Formule 1 d'avant-course diffusée sur la chaîne de télévision française TF1 de 1992 à 2012. En 2013, TF1 perd les droits de diffusion de la Formule 1 au profit de la chaîne payante Canal+.

## Concept
L'émission, présentée par Denis Brogniart et Marion Jollès accompagnés des commentateurs de course, Christophe Malbranque, Jean-Louis Moncet et Jacques Laffite, précède d'une quarantaine de minutes le Grand Prix. L'émission présente les différents enjeux de la course, résume les séances d'essais libres et de qualifications et est agrémentée d'interviews de pilotes ou de membres d'écuries. L'émission se déroule sur site lors des Grand-Prix européens et en studio pour les autres grands prix,. 
Durant la saison 2011, la première chaîne diffuse en troisième partie de soirée la session de qualification de chaque course. À cette occasion un magazine résumé dénommé F1 à la Une : les qualifs est diffusé le samedi avant Le 20H les weekends de course.
En 2018 et 2019, TF1 diffuse quatre Grands Prix de Formule 1, à cette occasion, une émission d'avant course similaire à F1 à la Une est diffusée une vingtaine de minutes avant le départ. Elle a l'objectif de faire vivre le Grand-Prix depuis la grille de départ et la voie des stands et permet de dévoiler les indiscrétions du paddock,. 
Certaines émissions sont présentées par Marion Jollès, d'autres par Denis Brogniart. Ils sont à chaque fois accompagnés d'un journaliste de la rédaction F1 : Pierre Gallaccio en 2018, Romain Chemoul en 2019, mais également des commentateurs de course tels Adrien Paviot et Jean-Éric Vergne,,,,.